# Kalužnice indická
Kalužnice indická (Eleusine indica) je jednoletá, trsnatá a až 70 cm vysoká rostlina, která roste v blízkosti keřů a kvete od června do září.

## Rozšíření
Původní výskyt rostliny je pravděpodobně v tropech Starého světa, zřejmě též v různých částech Afriky a Asie. Zavlečena byla také do Austrálie a Severní i Jižní Ameriky. Druhotně se vyskytuje po celé Evropě. V ČR byla tato rostlina zaznamenána v Děčíně, Ústí nad Labem a Kolíně.

## Využití
Rostlina se využívá v Africe jako pícnina, pěstována je i v Severní Americe a Austrálii. V Etiopii je využívána k získávání vlákna. Obilky jsou jedlé, nať a kořen mají léčivé účinky, na Jávě se mladé rostliny pojídají spolu s rýží.